# Grevillea rhyolitica
Grevillea rhyolitica é uma espécie de planta com flores da família Proteaceae, sendo endêmica do sudeste de Nova Gales do Sul, na Austrália. Trata-se de um arbusto geralmente ereto, com folhas elípticas e flores vermelhas peludas.

## Descrição
Grevillea rhyolitica é um arbusto mais ou menos ereto que geralmente atinge de 0,5 a 2 metros de altura. Suas folhas são elípticas, medindo de 40 a 110 mm de comprimento e de 10 a 25 mm de largura, com a superfície superior quase sempre glabra e a inferior esparsamente peluda. As flores se organizam nas extremidades dos ramos ou nas axilas das folhas próximas às extremidades, formando cachos ovais a esféricos, curvados para baixo, com geralmente 5 a 18 flores, sobre um ráquis de 10 a 20 mm de comprimento. Esses cachos estão sustentados por um pedúnculo fino e rígido de 15 a 20 mm de comprimento, com cada flor em um pedicelo de 2 a 4 mm de comprimento. As flores são vermelhas e densamente peludas, exceto na base, com o pistilo de 16 a 20 mm de comprimento. A floração ocorre de setembro a dezembro, e o fruto é um folículo glabro de 18 a 22 mm de comprimento, com várias cristas longitudinais.

## Taxonomia
Grevillea rhyolitica foi formalmente descrita em 1997 por Robert Owen Makinson [en] na revista científica Telopea [en], com base em espécimes coletados em 1990 por David Albrecht. O epíteto específico (rhyolitica) refere-se à ocorrência habitual dessa espécie em afloramentos de rocha riólito.
Em 2000, Makinson descreveu duas subespécies de G. rhyolitica na Flora of Australia, e os nomes são aceitos pelo Censo Australiano de Plantas [en]:
- Grevillea rhyolitica Makinson subsp. rhyolitica[6] possui folhas com pelos elevados na superfície inferior;[7][8]

- Grevillea rhyolitica subsp. semivestita Makinson[9] tem folhas com pelos esparsos pressionados contra a superfície inferior.[10][11]

## Distribuição e habitat
A subespécie rhyolitica cresce em ravinas úmidas e em cristas rochosas íngremes sobre riólito em áreas de biomas montanos a oeste e sudoeste de Moruya [en]. Já a subespécie semivestita ocorre em florestas de terrenos acidentados de escarpas ao noroeste de Moruya, no sudeste de Nova Gales do Sul.